# Mid cap
Dans le domaine de la bourse, du marché des valeurs mobilières, une mid cap (mid capitalisation) est une entreprise à capitalisation moyenne.

## Définition
On calcule la capitalisation boursière d'une entreprise en multipliant le prix de l'action par le nombre en circulation.
Ainsi les entreprises qui ont une capitalisation boursière moyenne, comprise entre 2 et 10 milliards de dollars sont appelées mid caps. En France, on utilise le terme plutôt pour désigner les entreprises avec une capitalisation entre 250 millions et 1 milliard d'euros. En Allemagne, les sociétés à capitlisation moyenne sont regouprées au sein du MDAX.
Les capitalisations boursières les plus grosses sont appelées big caps, celles qui ont une petite capitalisation boursière sont appelées small caps. Il existe également les micro caps et les nano caps.
Les mid caps sont des entreprises assez anciennes, bien implantées et moyennement développées qui ont déjà acquis une certaine renommée.